# Stefano Zacchiroli
Stefano Zacchiroli (Bologna, 16 marzo 1979) è un programmatore italiano.
È stato Debian Project Leader dal 2010 al 2013, succedendo a Steve McIntyre e precedendo Lucas Nussbaum.

## Biografia
Nel 2001 diventa programmatore del progetto Debian; nel 2004, dopo aver partecipato al LinuxTag, divenne più coinvolto nella comunità Debian e nel progetto stesso.
Zacchiroli ha conseguito il suo dottorato in informatica nel 2007 all'Università di Bologna e si è successivamente recato all'Università di Parigi-Diderot per la sua ricerca post-dottorato. Fa parte del progetto MANCOOSI in cui lavora all'applicazione di metodi formali alla soluzione di problemi di complessità nella gestione di distribuzioni GNU/Linux.
Dal punto di vista tecnico, Zacchiroli è stato partecipe in Debian principalmente nel packaging di Objective Caml e nel gruppo di garanzia di qualità.
Nell'aprile 2011 è stato rieletto come project leader dopo una campagna senza avversari; il 16 aprile 2012 è stato riconfermato dalla comunità Debian per la terza volta alla carica di project leader. Nel 2013 ha annunciato di non volersi ricandidare, e Lucas Nussbaum è stato eletto come project leader.
Nel 2015, è stato premiato con il "Open source O'Reilly" per i suoi contributi a Debian e alla comunità FOSS.